# Martinet xiulador
El martinet xiulador (Syrigma sibilatrix) és una espècie d'ocell de la família dels ardèids (Ardeidae) que habita aiguamolls, estanys, rius i encara sabanes d'Amèrica del Sud, al nord de Veneçuela i Colòmbia, nord i est de Bolívia, el Paraguai, sud del Brasil i nord de l'Argentina. És l'única espècie del gènere Syrigma.